# Rotala filiformis
Rotala filiformis är en fackelblomsväxtart som först beskrevs av Carlo Antonio Lodovico Bellardi, och fick sitt nu gällande namn av William Philip Hiern. Rotala filiformis ingår i släktet Rotala och familjen fackelblomsväxter. Inga underarter finns listade i Catalogue of Life.